# Markus Mühling
Markus Mühling (* 27. Dezember 1969 in Frankfurt am Main) ist ein evangelischer Theologe und seit Oktober 2018 Professor für Systematische Theologie an der Kirchlichen Hochschule Wuppertal mit dem Schwerpunkt der Trinitäts- und Gotteslehre, Eschatologie sowie Soteriologie.

## Leben
Markus Mühling studierte Evangelische Theologie an der Christian-Albrechts-Universität in Kiel, promovierte dort 2000 mit einer Arbeit zu dem Thema Gott ist Liebe. Studien zum Verständnis der Liebe als – Modell trinitarischen Redens von Gott und habilitierte sich an der Universität Heidelberg im Jahre 2005 zum Thema Versöhnendes Handeln – Handeln in Versöhnung. Gottes Opfer an die Menschen. Nach seinem Vikariat (2004–2007) in der Evangelischen Landeskirche in Baden wurde er Heisenberg-Stipendiat der Deutschen Forschungsgemeinschaft und übernahm von 2009 bis 2010 eine Gastprofessur am King’s College (Aberdeen). Von 2011 bis 2018 war er Professor für Systematische Theologie und Wissenschaftskulturdialog an der Leuphana Universität Lüneburg. Seit Oktober 2018 ist er Professor für Systematische Theologie an der Kirchlichen Hochschule Wuppertal/Bethel. Überdies ist Markus Mühling seit 2013 Mitglied des Center of Theological Inquiry (CTI, Princeton) und forschte dort im Rahmen einer interdisziplinären Forschergruppe zu dem Thema Evolution and Human Nature. Seit 2014 ist er der Vorsitzende der Karl-Heim-Gesellschaft und Reihenherausgeber von Religion, Theologie und Naturwissenschaften/Religion, Theology and Natural Sciences (RThN) des Verlags Vandenhoeck & Ruprecht.

## Forschungsschwerpunkte
Einer der Hauptbeiträge Mühlings ist sein systematischer Entwurf, Gott in einem relationalen Modell trinitarischer Liebesbeziehung zu verstehen sowie ein soteriologisches Modell vorzuschlagen. Überdies arbeitete er ausführlich zu nicht-empirischen Voraussetzungen der naturwissenschaftlichen Arbeit Albert Einsteins sowie zu theologischen Perspektiven auf die Neurowissenschaften und neuere Tendenzen in der Evolutionstheorie. Auch verfasste er Lehrbücher für die Bereiche der Ethik und Eschatologie.
Mühlings Ansatz kann als Arbeit zur Modellierung und Differenzierung einer Ontologie der narrativen Relationalität charakterisiert werden, die den Fokus auf konstitutive prozessuale Relationen legt. Er vertritt die Überzeugung, dass inter- und transdisziplinäre Verständigung sowohl für das Verständnis existentieller und ontologischer Fragen als auch für ein erfolgreiches Zusammenleben in der Gesellschaft von hohem Stellenwert ist.
Mühling versteht Gott als offene, ewige und dramatische Beziehung zwischen den drei trinitarischen Relaten Vater, Sohn und Heiliger Geist. Auf dieser Basis schafft, bewahrt, rechtfertigt und vollendet Gott in Resonanz mit seiner eigenen, im Werden begriffenen innergöttlichen Relationalität die Welt. Insbesondere der Resonanzbegriff erscheint hier als Korrelationspunkt zwischen naturwissenschaftlichen und theologischen Ansätzen, an dem Mühling aufzeigt, dass im christlichen Glauben die Gegenwart Gottes in Übereinstimmung mit phänomenologischen Ansätzen der Neurowissenschaften wahrgenommen werden kann. Auch neuere Entwicklungen in der Evolutionstheorie (z. B. die Theorie der Nischenkonstruktion) betrachtet Mühling als anknüpfungsfähig für die Modellierung theologischer Anthropologie.
Im ersten Band seines Hauptwerks, Post-Systematische Theologie, entwickelt Mühling eine narrative Ontologie auf der phänomenalen Basis des „Wahrwertnehmens“. Klassische Begriffe wie Zeit, Raum, Kausalität, dramatische Kohärenz, Wahrheit etc. werden narrativ fundiert und führen zu einem Begriff der Offenbarung als Wahrwertnehmen im Medium des Evangeliums. Von hier aus werden klassische Themen theologischer Einleitungsfragen (Glaube, Historizität und Heilige Schrift, Wissenschaftlichkeit der Theologie) neu bestimmt. Mühling versteht Sein grundsätzlich als dynamisch-relationales Werden, mit einer Ortsorientierung und einer Wegorientierung als möglicher Alternative. In ersterer definieren Ziel- oder Ortspunkte das Werden, so dass die eigentliche Bewegung nur funktional zu verstehen ist. In der Wegorientierung hingegen gibt es keine Endziele, sondern nur vorläufige Ziele, die beständig revidiert werden. Die Ortsorientierung wird als Abstraktion und z. T. Entstellung der Wegorientierung verstanden. Paradigma dieses wegorientierten Werdens ist der trinitarische Gott selbst, der die Integration aller bewegten Perspektiven unter der partikularen bewegten Perspektive Jesu Christi bildet.

## Bibliografie (Auswahl)
- Gott ist Liebe. Studien zum Verständnis der Liebe als Modell des trinitarischen Redens von Gott (= Marburger Theologische Studien 58). N. G. Elwert, Marburg 2000; 2. überarbeitete Auflage 2005 ISBN 3-7708-1272-7.
- Gott und die Welt in Narnia. Eine theologische Orientierung zu C.S. Lewis’ “Der König von Narnia”. Vandenhoeck & Ruprecht, Göttingen 2005, ISBN 978-3-525-60422-9.
- Versöhnendes Handeln – Handeln in Versöhnung. Gottes Opfer an die Menschen (= Forschungen zur Systematischen und Ökumenischen Theologie 107). Vandenhoeck & Ruprecht, Göttingen 2005. ISBN 978-3-525-56335-9.
- Grundinformation Eschatologie. Systematische Theologie aus der Perspektive der Hoffnung. Vandenhoeck & Ruprecht, Göttingen 2007, ISBN 978-3-8252-2918-4.
- Einstein und die Religion. Das Wechselverhältnis zwischen religiös-weltanschaulichen Gehalten und naturwissenschaftlicher Theoriebildung Albert Einsteins in seiner Entwicklung, Religion, Theologie und Naturwissenschaft  23. Vandenhoeck & Ruprecht, Göttingen 2011, ISBN 978-3-525-56989-4.
- Systematische Theologie: Ethik. Eine christliche Theologie vorzuziehenden Handelns. Vandenhoeck & Ruprecht, Göttingen 2012, ISBN 978-3-8252-3748-6.
- Liebesgeschichte Gott. Systematische Theologie im Konzept. Vandenhoeck & Ruprecht, Göttingen 2013, ISBN 978-3-525-56406-6.
- Resonances: Neurobiology, Evolution and Theology. Evolutionary Niche Construction, the Ecological Brain and Relational Narrative Theology (= RThN 29). Göttingen – Bristol (CT) 2014, ISBN 978-3-525-57036-4.
- Post-Systematische Theologie I. Denkwege – Eine theologische Philosophie. Brill – W. Fink, Leiden – Paderborn 2020, ISBN 978-3-7705-6530-6.